# Simulations Publications
Simulations Publications, Inc. (SPI) var en amerikansk konfliktspelstillverkare som var verksamt mellan 1969 och 1982. Grundare var speldesignern Jim Dunnigan. Företaget publicerade ett stort antal konfliktspel och gav även ut tidskriften Strategy & Tactics. Många av de spel man gav ut under slutet av 1970-talet och början av 1980-talet fick mycket stor inverkan på hobbyn och under många år konkurrerade SPI med Avalon Hill om dominansen över konfliktspelsmarknaden.
SPI försattes i konkurs 1982 och dess tillgångar togs över av TSR. TSR:s övertagande av SPI sågs av många som ett fientligt uppköp. På grund av detta gick några av medarbetarna på SPI gick över till Victory Games (ett dotterbolag till Avalon Hill). Under TSR:s förvaltarskap avtog SPI:s produktion för att slutligen upphöra helt.